# Brinkheurne

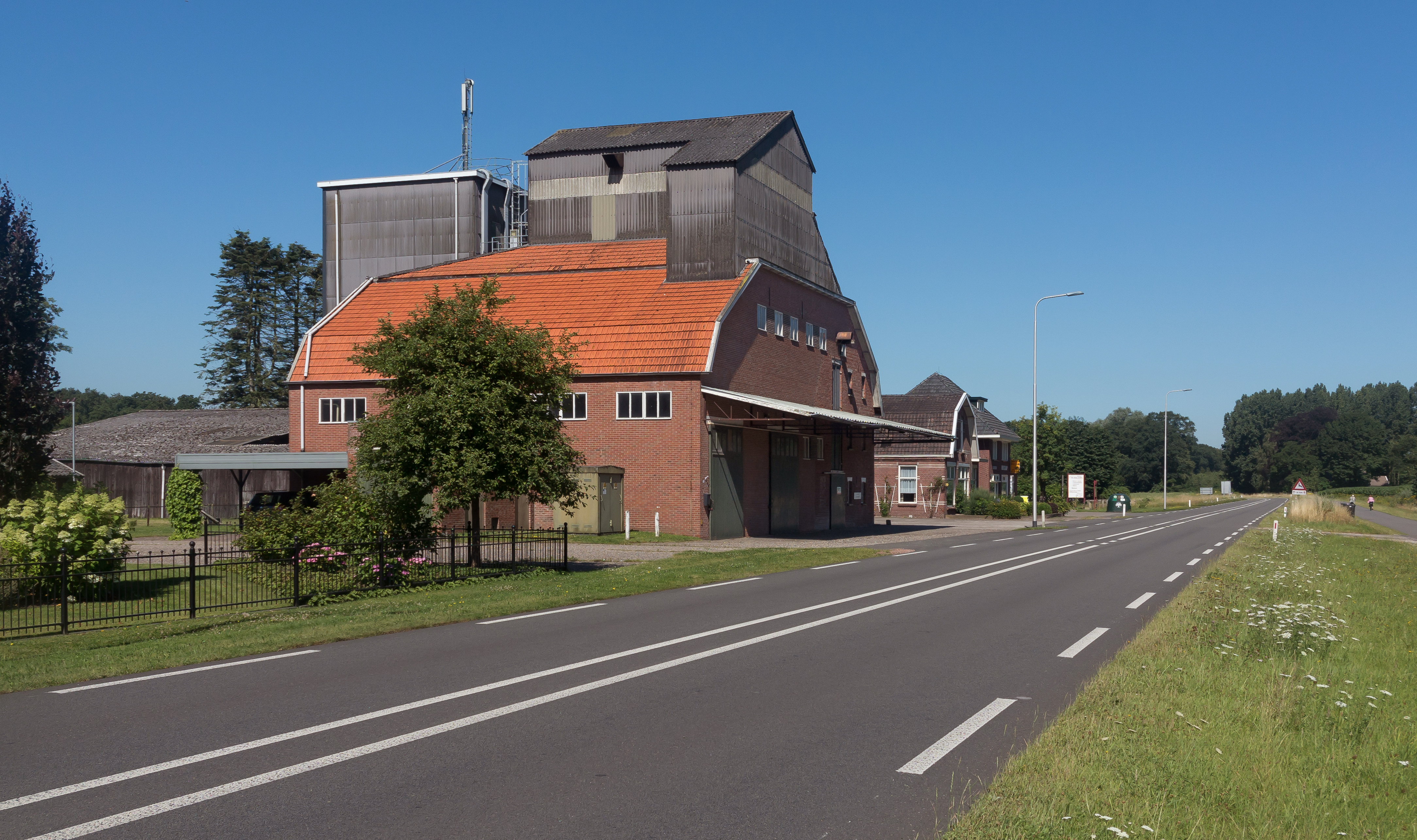
Brinkheurne, boerderij bij bakkerij Huiskamp

Brinkheurne is een buurtschap in de gemeente Winterswijk gelegen in de Gelderse Achterhoek, in Nederland. Brinkheurne telde op 1 januari 2019 279 inwoners, en heeft een oppervlakte van 4 km². Het is daarmee qua oppervlakte de kleinste buurtschap van de gemeente.

## Smokkelroute
Brinkheurne ligt ten oosten van Winterswijk in de richting van Kotten. In vroeger tijden was Brinkheurne een belangrijke schakel voor de smokkelroute tussen Winterswijk en het net over de grens met Duitsland gelegen Oeding. Voor de meeste voorzieningen is Brinkheurne aangewezen op Winterswijk, al kent het wel een eigen supermarkt en een horecagelegenheid. Verder is er in de plaats nog een camping gelegen.